# Rewolucja słoneczników
Rewolucja słoneczników – rozpoczęte 18 marca 2014 roku w Tajpej demonstracje po ogłoszeniu przez przewodniczącego Kuomintangu przyspieszenia ratyfikacji porozumienia handlowego z Chińską Republiką Ludową.
Protestujący przedostali się do budynku parlamentu i zabarykadowali go fotelami. Dwie próby oswobodzenia budynku przez policję, zakończyły się niepowodzeniem. Protesty zostały zakończone w kwietniu po obietnicy złożonej przez przewodniczącego parlamentu Republiki Chińskiej, według której porozumienie z Chińską Republiką Ludową przed podpisaniem, zostanie poddane przeglądowi.